# Reinosilla
Reinosilla es una localidad del municipio de Valdeolea (Cantabria, España). Su altitud es de 934 metros y está situada en Latitud 42° 55' 0 Norte. Longitud 4° 12' 0 Oeste. Dista 6,5 kilómetros de la capital municipal de Mataporquera y 90 kilómetros de la capital de la provincia (Santander). Su población en el año 2024 era de 17 habitantes (INE).

## Paisaje y naturaleza
Reinosilla se asienta al pie del monte Torrobredo, orientado hacia la zona oriental del sector norte de Valdeolea del que se tiene una buena panorámica. Desde Torrobredo y hasta el extremo sur del valle se alinean una serie de oteros formando una pequeña sierra que se cubre, casi en su totalidad, por un bosque de quejigos (Quercus pyneraica).
El casco urbano lo componen 23 casas de baja altura y construidas con fuertes paredes de piedra, éstas se agrupan en tres barrios (La Corralada, Barrio Arriba y Barrio Abajo) habiendo en cada uno de ellos un pilón para dar de beber a las vacas además de numeroso arbolado, en su mayor parte chopos y fresnos que en algunos casos, como en los alrededores de la iglesia, son aprovechados para la ubicación de los nidos de una nutrida colonia de cigüeñas que elige todos los años este destino.
Al Concejo de Reinosilla pertenece el pueblo de Casasola, que se sitúa en el margen derecho del Río Camesa, antes de atravesar la pequeña hoz que discurre entre los montes de Torrobredo u Ornedo que dividen en los sectores a Valdeolea. Bosquetes de roble u de haya descuelgan por la falda de estas dos elevaciones. Las orillas del Camesa acogen una rica vegetación de saucedas y cañaveral, humedal excepcional en el que se alimentan diversas especies de peces, anfibios y aves. Casasola se sitúa en el centro geográfico de Valdeolea, en un punto de unión de caminos. Este factor fue tenido en cuenta en el pasado, ya que aquí se celebraban importantes ferias de ganado que gozaron de mucha fama. También debió ser determinante a la hora de ubicar en este ligar la casa ayuntamiento de la antigua Hermandad de Valdeolea, que más tarde se fijaría en Mataporquera. Atraviesa el Camesa un largo puente de excelente sillería que se ha venido considerando de época romana. Es cierto que por aquí pasaba la calzada Pisoraca – Portus Blendium de la que quedan distintos restos de su trazado a lo largo de Valdeolea. Sin embargo la fábrica del puente no se corresponde con la época romana, pudiendo ser de época bajo medieval o incluso moderna, en relación con un antiguo camino real que reformó parte de las estructuras de la antigua calzada, del que también es testigo el puente del Argañal en Olea o el del “Arquillo” en Matamorosa (Campoo de Enmedio).

## Cultura

### Patrimonio material
La Iglesia parroquial de San Isidoro o San Andrés. 
 Se la conoce por ambos nombres. Muestra una fábrica medieval, posiblemente del siglo XIV o siglo XV, en la que encontramos marcadas dependencias formales con la arquitectura románica o protogótica. Aunque su estructura ha sido modificada a lo largo de los tiempos, conserva de su primitiva esencia la cabecera recta con arco triunfal y bóveda de cañón apuntados, seis canecillos simples en el lado sur, la portada de arco apuntado doblado y el cuerpo de troneras de la espadaña.

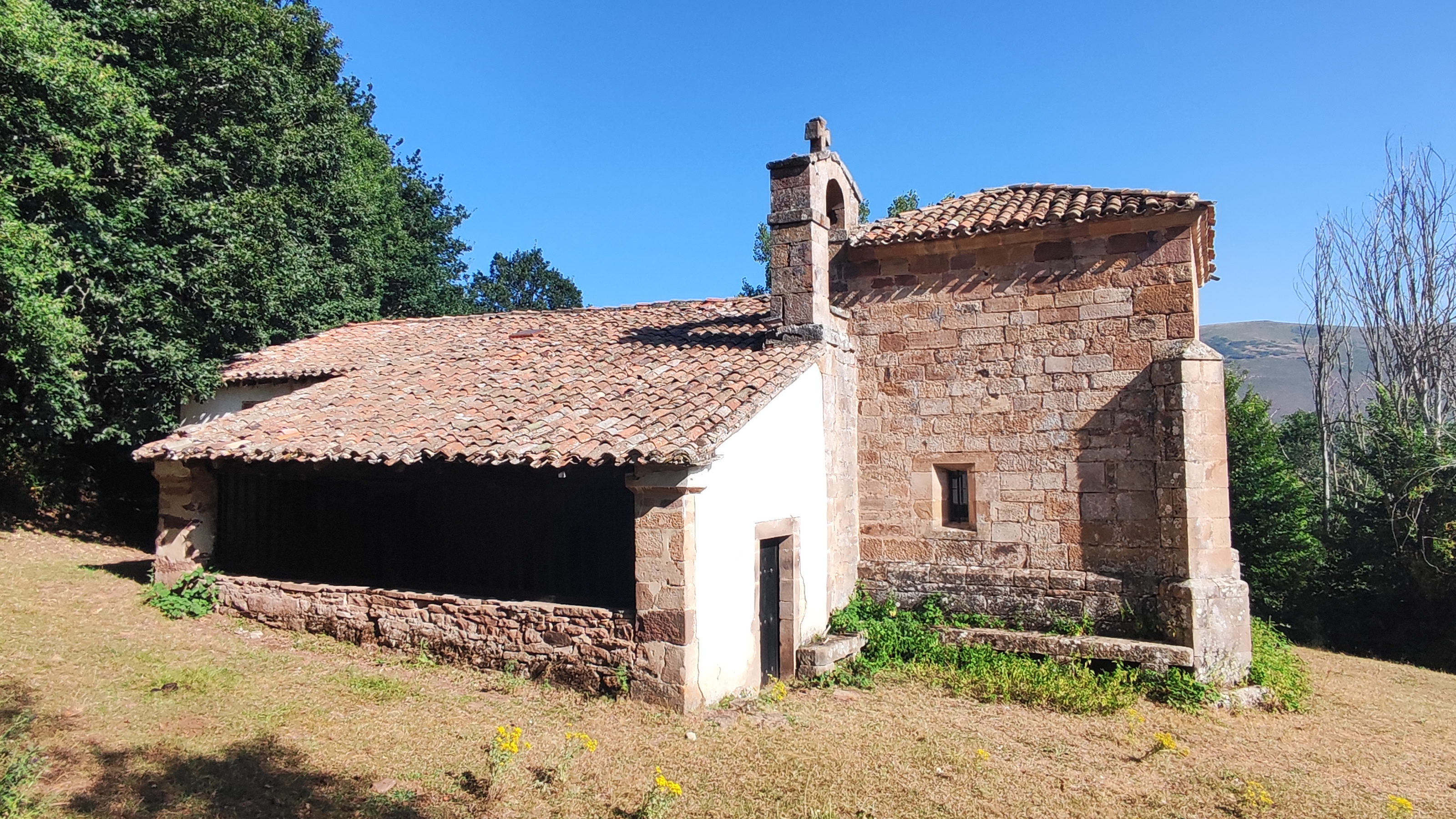
Ermita de Nuestra Señora del Soto

La Ermita de Nuestra Señora del Soto. Está un poco apartada del pueblo. Su estructura es sencilla: nave única, cabecera recta destacada en altura, cubierta con bóveda de crucería y pórtico en el lado sur, Curiosa es la pequeña espadaña que no se yergue sobre el hastial, como suele ser habitual, sino entre el arco triunfal y la cabecera un poco descentrada hacia el lado del pórtico. Se construyó en la primera mitad del siglo XVIII.

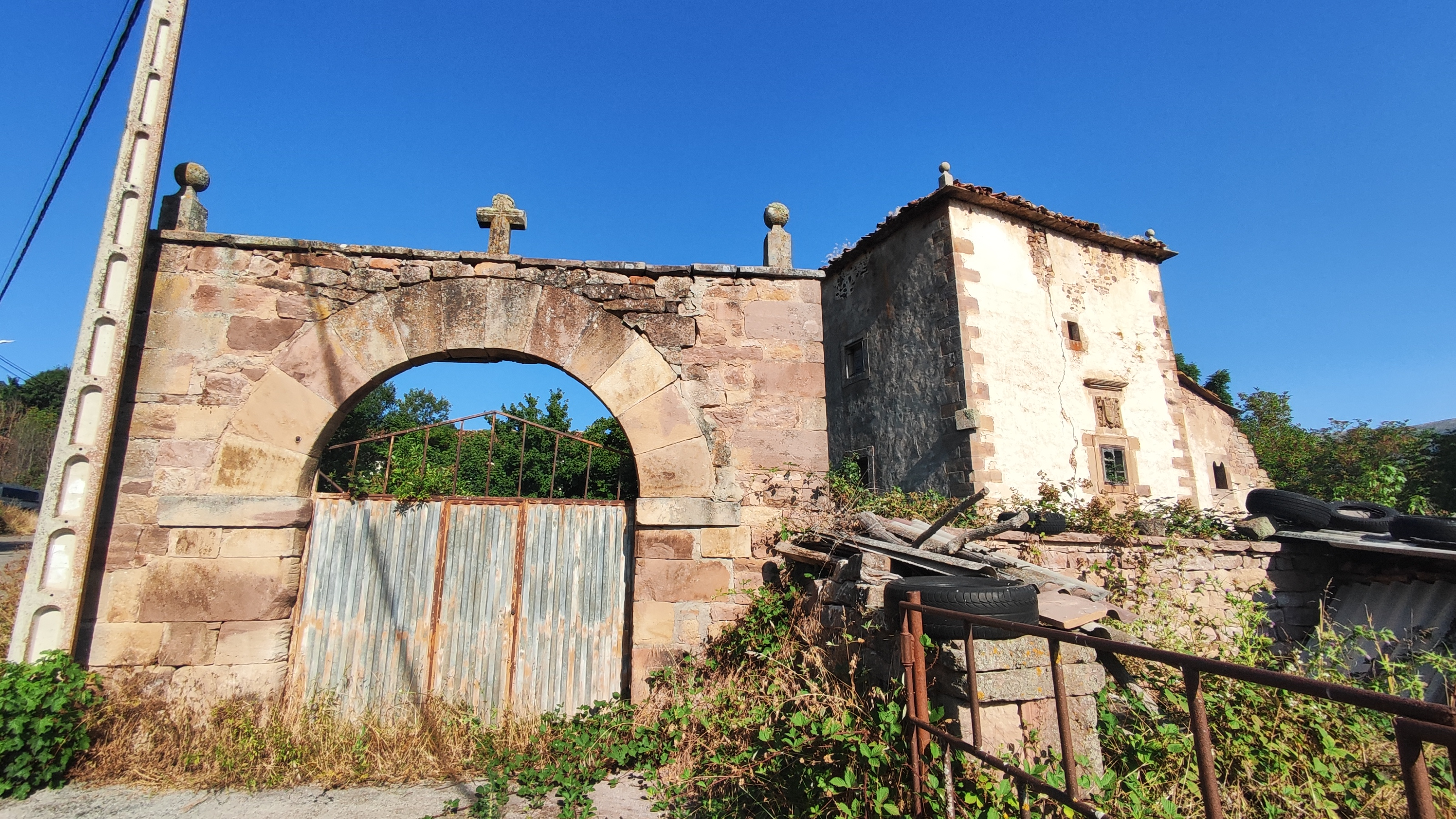
Torre de los Cossío

La Torre de los Cossio es el edificio más sobresaliente. En realidad es un conjunto de diversa construcciones agrupadas en torno a un patio al que se accede por una portalada de arco de medio punto. Destaca la torre, posiblemente levantada en el siglo XVII, con muros cerrados de mampostería enfoscada a los que se abren pequeñas ventanas, siendo la mejor la del lado meridional sobre la que luce el escudo de armas protegido por guardapolvos. La torre se adosó a otro edificio anterior, con elementos medievales muy modificados que suponemos del siglo XV o incluso del siglo XVI. A la fecha del año 2010 bastante abandonado, tras un grave incendio ocurrido en 1985. Por el lado norte, se adosa otra estructura, posible ampliación del siglo XIX en la que se pretendió imitar el estilo medieval de la casa si es que no se reutilizaron piezas de esa época, por lo menos en el caso de las ventanas geminadas. En 2021 entró en la Lista Roja de patrimonio en peligro de Hispania Nostra.
Fuera ya del pueblo, en un camino rural a su izquierda; en dirección a Espinosa nos encontramos con el menhir "Menhir de Peñahincada", el cual presenta la particularidad de estar labrado en conglomerado siendo el único de la ruta de los ocho menhires de Valdeolea en el que no se ha empleado la arenisca como materia prima; se supone que fueron traídos de lejos, pues este material no es propio de la zona. Tradicional hito del paisaje de la llanada aluvial del Camesa, es el menhir más septentrional del conjunto de menhires de Valdeolea.
En dirección a Olea, existe un puente de factura antigua, aunque no tanto como para considerarlo romano, en posible relación con el camino que unía las dos calzadas que cruzaban Valdeolea: la del Collado de Somahoz, y la principal, que torcía a la altura de Casasola en dirección noreste hasta buscar el alto del Bardal, para afrontar el descenso al camino de la ciudad romana de Julióbriga.

### Patrimonio inmaterial
Las fiestas que se celebran en el pueblo son:
- Las Flores, en honor a la Virgen del Soto que se celebra el último domingo del mes de mayo.[2]
- San Roque, el 16 de agosto.